# Mercer (Familienname)
Mercer ist ein englischer Familienname.

## Namensträger
- Alison Mercer (* 1954), neuseeländische Zoologin und Hochschullehrerin
- Benjamin Mercer (* 1973), britisch-finnischer Filmeditor
- Beryl Mercer (1882–1939), spanisch-amerikanische Schauspielerin
- Bob Mercer (Politiker), kanadischer Politiker
- Charles F. Mercer (1778–1858), US-amerikanischer Politiker
- Christia Mercer, US-amerikanische Philosophin
- David Mercer (Fußballspieler) (1893–1950), englischer Fußballspieler
- David Mercer (Dramatiker) (1928–1980), britischer Dramatiker
- David Mercer (Rennfahrer) (* 1949), britischer Automobilrennfahrer
- David Mercer (Gewichtheber) (* 1961), britischer Gewichtheber
- David Henry Mercer (1857–1919), US-amerikanischer Politiker
- Dawson Mercer (* 2001), kanadischer Eishockeyspieler
- Edwin Crossley-Mercer (* 1982), französischer Sänger (Bariton)
- Eric Mercer (1917–2003), britischer anglikanischer Theologe und Bischof
- Eugene Mercer (1888–1957), US-amerikanischer Weitspringer und Zehnkämpfer
- Frank Brian Mercer (1927–1998), britischer Erfinder und Unternehmer
- George Mercer (Offizier) (1733–1784), Offizier und Politiker
- George Mercer (Mörder) (1944–1989), US-amerikanischer Mörder
- Ġużè Ellul Mercer (1897–1961), maltesischer Schriftsteller und Politiker
- Henry Chapman Mercer (1856–1930), US-amerikanischer Kunstsammler und Fliesenhersteller
- Hugh Mercer (1726–1777), amerikanischer Brigadegeneral des Amerikanischen Unabhängigkeitskrieges
- Hugh Weedon Mercer (1808–1877), General der US Army, im Sezessionskrieg auf Seiten der Südstaaten
- Ian Mercer (* 1962), britischer Schauspieler
- James Mercer (Politiker) (1736–1793), US-amerikanischer Politiker
- James Mercer (Mathematiker) (1883–1932), englischer Mathematiker
- James Mercer (Musiker) (* 1970), US-amerikanischer Musiker
- Joe Mercer (1914–1990), englischer Fußballspieler und -trainer
- John Mercer, Baron von Aldie (1300–1379/1380), schottischer Adliger und Kaufmann
- John Mercer (Anwalt) (1704/05–1768), irisch-amerikanischer Anwalt
- John Mercer (Chemiker) (1791–1866), englischer Textilingenieur
- John Mercer (Autor) (1934–1982), britischer Archäologe und Schriftsteller
- John Francis Mercer (1759–1821), US-amerikanischer Politiker
- Johnny Mercer (1909–1976), US-amerikanischer Komponist und Songwriter; arbeitete mit Henry Mancini zusammen
- Johnny Mercer (Politiker) (* 1981), britischer Offizier und Politiker (Conservative Party), Mitglied des House of Commons
- Kit Mercer (* 1985), US-amerikanische Pornodarstellerin
- Leigh Mercer (1893–1977), britischer Autor von Wortspielereien und mathematischen Unterhaltungen
- Lucy Mercer (1891–1948), US-amerikanische Mätresse Franklin D. Roosevelts
- Mabel Mercer (1900–1984), britische Varieté- und Jazz-Sängerin
- Mae Mercer (1932–2008), US-amerikanische Schauspielerin
- Matthew Mercer (* 1982), Synchronsprecher und Schauspieler
- Mike Mercer (* 1947), kanadischer Kugelstoßer
- Patrick Mercer (* 1956), britischer Politiker
- Ray Mercer (* 1961), US-amerikanischer Boxer
- Rebekah Mercer (* 1973), US-amerikanische Lobbyistin und Stiftungsleiterin
- Rick Mercer (* 1969), kanadischer Fernsehmoderator
- Robert Mercer (Fußballspieler) (1889–1926), schottischer Fußballspieler
- Robert Mercer (Bischof) (* 1935), simbabwischer Geistlicher, Bischof von Matabeleland
- Robert Mercer (* 1946), US-amerikanischer Informatiker und Hedgefondsmanager
- Ron Mercer (* 1976), US-amerikanischer Basketballspieler
- Sam Mercer (1954/1955–2024), US-amerikanischer Filmproduzent
- Thomas Mercer (1822–1900), britischer Uhrmacher
- Tommy Mercer (1924–2001), US-amerikanischer Crooner
- Vera Mercer (* 1936), deutsche Fotografin